# Далиц
Да́лиц (нем. Dahlitz; н.-луж. Dalic) — деревня в Нижней Лужице, Германия. Входит в состав коммуны Кольквиц района Шпре-Найсе в земле Бранденбург.

## География
Находится около трёх километров на юго-запад от административного центра коммуны Кольквиц и десяти километров на запад от Котбуса. Около деревни проходит железнодорожная линия Котбус — Берлин.
Соседние населённые пункты: на северо-востоке — деревня Голбин, на востоке — деревня Цазов, на юго-востоке — административный центр коммуны Кольквиц, на юге — деревня Глинск, на юго-западе — деревня Лимбарк, на западе — деревня Кособуз и на северо-западе — деревня Попойце.

## История
Впервые упоминается в 1400 году. В 1758 году деревня сильно пострадала от пожара и в 1785 году была полностью разрушена во время разрушения плотины близлежащих прудов.
В настоящее время деревня входит в состав культурно-территориальной автономии «Лужицкая поселенческая область», на территории которой действуют законодательные акты земель Саксонии и Бранденбурга, содействующие сохранению лужицких языков и культуры лужичан.

## Население
Официальным языком в населённом пункте, помимо немецкого, является также нижнелужицкий язык.
Согласно статистическому сочинению «Dodawki k statisticy a etnografiji łužickich Serbow» Арношта Муки в 1884 году проживало 126 человек (из них — 126 серболужичан (100 %)).
| 1875 | 1890 | 1910 | 1925 | 1939 | 1946 | 2006 |
| ---- | ---- | ---- | ---- | ---- | ---- | ---- |
| 130  | 140  | 196  | 220  | 240  | 273  | 181  |